# Musepack
Musepack (MPC) es un formato de compresión de audio con pérdida de código libre con gran énfasis en alta calidad, licenciado bajo LGPL o bajo la Licencia BSD.

## Introducción
Musepack es un códec de audio diseñado para transparencia, lo que significa que aún siendo un algoritmo de compresión con pérdida resulta muy difícil escuchar diferencias entre el archivo wave original y el archivo MPC más pequeño usando el perfil "Standard" por defecto.
Musepack está considerado como uno de los mejores códecs para bitrates medios/altos. Está principalmente optimizado para codificación transparente usando el perfil "--standard" (142...184 kbps). Muy pocas optimizaciones han sido hechas para bitrates más bajos (como 128kbps) pero aun así ofrece una calidad aceptable.

## Historia
El desarrollo de MPC fue iniciado en 1997 por Andree Buschmann y luego fue tomado por Frank Klemm. Actualmente es mantenido por el Equipo de Desarrollo de Musepack (Musepack Development Team) con asistencia de Frank Klemm.
Sus raíces se basan en el algoritmo MPEG-1 Audio Layer-2 / MP2, pero desde 1997 se ha desarrollado rápidamente y mejorado considerablemente. En la actualidad se encuentra en una etapa avanzada en el que contiene código muy optimizado y sin patentes.
En el pasado, MPC ha estado bajo sospecha de violar múltiples patentes (MP2, PNS, subband), pero de acuerdo con los desarrolladores de MPC todo el código patentado ha sido eliminado. Sin embargo una patente PNS sigue activa y solo un examen a fondo por un abogado de patentes puede afirmar si Musepack está libre de patentes o no.
Anteriormente era conocido como MPEGplus al estar basado en el algoritmo MP2, y usaba la extensión *.mp+ y *.mpp. Luego fue nombrado Musepack, pasando a ser *.mpc su extensión de archivo por defecto.

## Soporte de software y hardware
Todos los dispositivos The Core Pocket Media Player son capaces de reproducir contenidos MPC. Todos los dispositivos con decodificación de sonido por software soportados por Rockbox pueden reproducir contenidos Musepack.
Musepack distribuye la biblioteca libmpcdec para la decodificación de contenidos MPC. Varios plugins han sido desarrollados usando ésta biblioteca, como por ejemplo un plugin para el reproductor XMMS.